# Black & Blue
Black & Blue (на български: Черно и синьо) е четвъртият (трети за САЩ) студиен албум на американската поп-група Бекстрийт Бойс издаден през ноември 2000 година. Албумът е с общи продажби 6 928 000 в САЩ, 450 000 в Германия, 300 000 в Мексико и 100 000 копия в Обединеното кралство. Албумът е на 1-во място в САЩ и получава 8 пъти платинена сертификация.

## Списък с песните

### Оригинален траклист
1. „The Call“ – 3:24
2. „Shape of My Heart“ – 3:50
3. „Get Another Boyfriend“ – 3:05
4. „Shining Star“ – 3:22
5. „I Promise You (with Everything I Am)“ – 4:23
6. „The Answer to Our Life“ – 3:18
7. „Everyone“ – 3:30
8. „More than That“ – 3:44
9. „Time“ – 3:55
10. „Not for Me“ – 3:15
11. „Yes I Will“ – 3:50
12. „It's True“ – 4:13
13. „How Did I Fall in Love with You“ – 4:04

### Британско, Японско и Австралийско издение
1. „What Makes You Different (Makes You Beautiful)“ – 3:33
2. „How Did I Fall in Love with You“ – 4:04
3. „All I Have to Give“ (акапела) – 3:48

### Европейско лимитирано издение
1. „All I Have to Give“ (акапела) – 3:48
2. „Shape of My Heart“ (Soul Solution Radio Mix) – 2:51
3. „The Call“ (Neptunes Remix) (с Clipse) – 3:53

### Азиатско издание Secret Diary
1. „Начална последователност“
2. „Групово представяне“
3. „MTV Fanatic Segment“
4. „MTV Cribs with AJ“
5. „Around the World Tour документален филм“
6. „Shape of My Heart“ (на живо от the MTV Music Video Awards)
7. „Shape of My Heart“ (на живо от Times Square)